# 远景大厦
远景大厦（英語：Vista Tower，曾命名为 帝国大厦 ），是位于马来西亚吉隆坡敦拉萨路的一座摩天大楼。它于1994年竣工，是目前马来西亚第十六高的建筑。